# École supérieure d'études internationales
 (janvier 2021).
Si vous disposez d'ouvrages ou d'articles de référence ou si vous connaissez des sites web de qualité traitant du thème abordé ici, merci de compléter l'article en donnant les références utiles à sa vérifiabilité et en les liant à la section « Notes et références ».
Pour les articles homonymes, voir Hautes études internationales.

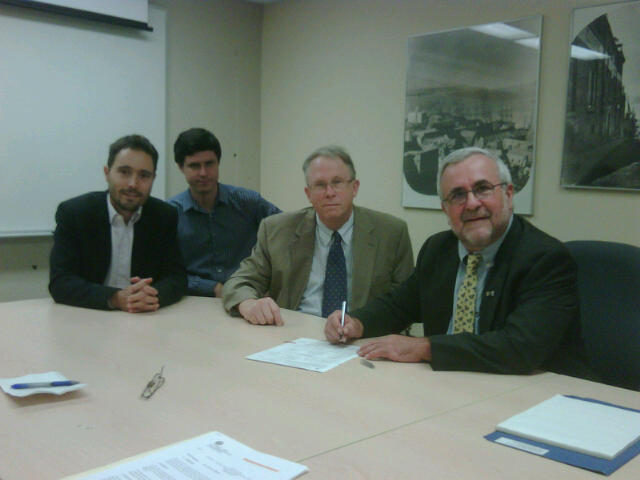
Jonathan Paquin, à gauche, professeur de science politique à l'Institut québécois des Hautes études internationales, lors de la signature d'une convention entre l'Université Laval et le Consulat général des États-Unis en 2011.

L'École supérieure d'études internationales (ESEI) remplace l'Institut québécois des hautes études internationales (HEI) depuis le 27 mars 2019. Comme les HEI, il s'agit d'une école de 2e et 3e cycles de l'Université Laval, dans la ville de Québec dans la province de Québec, au Canada.
Cette école supérieure se consacre à l’enseignement, à la recherche et à la diffusion par le biais de publications et d’activités scientifiques.

## Historique et structure
L'École supérieure d'études internationales est dirigée par Philippe Bourbeau, professeur au Département de science politique de l'Université Laval.
Présidé par Pierre S. Pettigrew, le Conseil des HEI a aussi été présidé par Michaëlle Jean, ancienne gouverneure générale du Canada, Marcel Massé, et Paule Gauthier.
Les HEI ont changé de statut et de nom après 25 ans. Il avait été créé en 1994 sur les bases du Centre québécois de relations internationales (CQRI), lui-même inauguré en 1970 à l’Université Laval. Le professeur Paul Painchaud a joué un rôle essentiel dans cet événement.
Les HEI ont eu pour directeurs et directrice : Louis Bélanger (2013-2019), Michel Audet (2012), Pierre Lemieux (2009-2012), l'honorable Paule Gauthier (2006-2009), Alain Prujiner (2005-2006), Louis Bélanger (2000-2005), Albert Legault (1997-2000) et Alain Prujiner (1994-1997).

## Formations
L'École propose des programmes de maîtrise (master) et un doctorat (Ph.D.) interdisciplinaires en études internationales, ainsi qu'un microprogramme de 2e cycle en affaires diplomatiques et stratégiques.
La maîtrise dure deux ans à temps plein. Deux parcours sont possibles: professionnel (avec stage et essai) ou de recherche (avec mémoire). Et quatre volets au choix : Sécurité internationale, Développement international, Commerce international et investissement, ainsi que Relations internationales.
L'interdisciplinarité combine essentiellement la science politique, le droit et l'économie/gestion. Elle est mise en pratique dans les séminaires interdisciplinaires (SI), dans les activités de recherche, dans les travaux écrits des SI et de fin d'études ainsi que dans les activités parascolaires.

## La recherche
Plus de quatre-vingts chercheurs sont membres réguliers ou associés de L'école supérieure d'études internationales.
Celle-ci compte plusieurs centres et groupes de recherche:
- Centre d'études interaméricaines (CEI)
- Centre d'études pluridisciplinaires en commerce et investissement internationaux (CEPCI)
- Centre interdisciplinaire de recherche sur l'Afrique et le Moyen-Orient (CIRAM)
- Conseil québécois d’études de géopolitique (CQEG)
- Centre sur la sécurité internationale (CSI)
- Cercle Europe
- Forum d'analyses géopolitiques des ressources naturelles - FORAGE
- Groupe d'études et de recherches sur l'Asie contemporaine (GÉRAC)
- Chaire d'études maghrébines

## Publications
- La revue Études internationales, publiée trois fois par an
- Le rapport annuel Les Conflits dans le monde, publié jusqu'en 2011
- Le bulletin Sécurité mondiale, six fois par an jusqu'en 2012